# Aphyllorchis sumatrana
Aphyllorchis sumatrana är en orkidéart som beskrevs av Johannes Jacobus Smith. Aphyllorchis sumatrana ingår i släktet Aphyllorchis och familjen orkidéer. Inga underarter finns listade i Catalogue of Life.